# Série de pièces commémoratives américaines des champs de bataille de la guerre civile américaine
La série de pièces commémoratives américaines des champs de bataille de la guerre civile américaine est une série commémorative, non circulante, émise par la Monnaie des États-Unis en 1995 et frappée par les Monnaies de San Francisco et de Philadelphie. Elle est autorisée par la Loi 102-379 du 5 octobre 1992, qui prévoit l'émission d'une série de pièces pour célébrer le centenaire du début de la préservation des champs de bataille de la guerre civile américaine, avec la création du parc militaire national de Gettysburg en 1895.
En plus de la pièce d'un dollar en argent, les pièces complétant la série commémorative en vertu de la même loi sont la pièce d'or de cinq dollars et la pièce de cinquante cents en alliage cuivre-nickel.

## Contexte
Le parc national militaire de Gettysburg protège le paysage de la bataille de Gettysburg, qui se déroule sur trois jours, du 1er au 3 juillet 1863, pendant la guerre civile américaine. Situé à Gettysburg, en Pennsylvanie, le parc est géré par le Service des parcs nationaux.
Les propriétés du parc comprennent la plupart du champ de bataille de Gettysburg, de nombreuses zones de soutien pendant la bataille, notamment les emplacements de réserve, de ravitaillement et d'hôpitaux, ainsi que plusieurs zones non liées à la bataille associées aux conséquences et à la commémoration de la bataille, y compris le cimetière national de Gettysburg, où le président Abraham Lincoln prononce son discours le 19 novembre 1863. De nombreux objets de la guerre civile américaine, parmi les 43 000 artefacts du parc, sont exposés au musée et au centre des visiteurs de Gettysburg.

## Législation
La loi sur les pièces commémoratives des champs de bataille de la guerre civile de 1992 (Pub.L. 102–379) autorise la production de trois pièces : un demi-dollar en alliage cuivre-nickel, un dollar en argent et un half eagle en or, afin de célébrer le centenaire du début de la préservation des champs de bataille de la guerre civile. La loi permet que les pièces soient frappées en finition brillant universel qu'en version belle épreuve. Les pièces sont mises en circulation le 31 mars 1995.

## Dessin

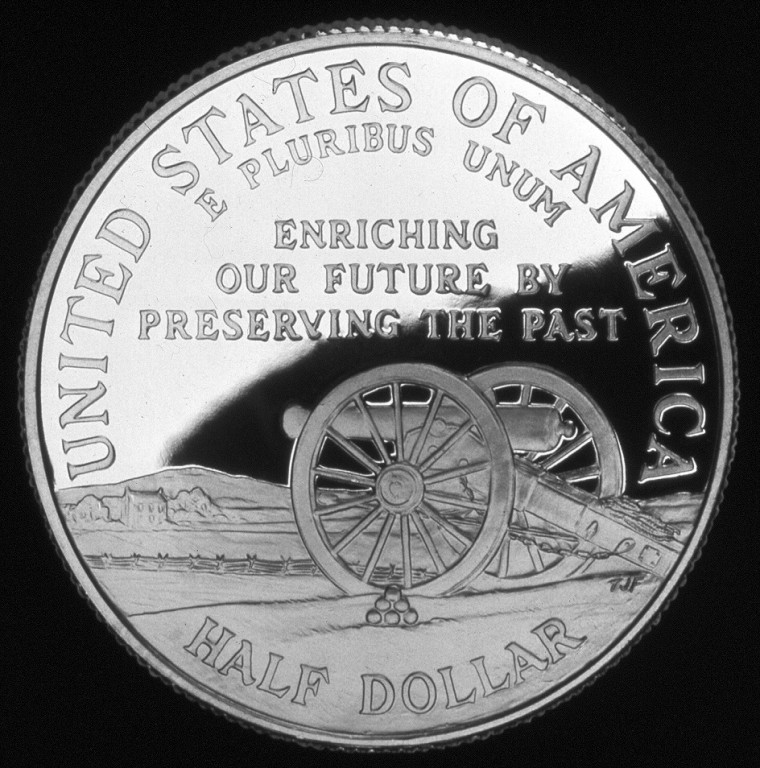
Le revers du demi-dollar commémoratif des champs de bataille de la guerre civile américaine.

### Demi-dollar
L'avers du demi-dollar commémoratif des champs de bataille de la guerre civile, conçu par Don Troiani, présente un jeune tambour de la guerre civile et les inscriptions LIBERTY, IN GOD WE TRUST et la date, 1995. Le revers, conçu par T. James Ferrell, présente une scène de champ de bataille et les inscriptions ENRICHING OUR FUTURE BY PRESERVING OUR PAST (enrichir notre futur en préservant le passé), UNITED STATES OF AMERICA, E PLURIBUS UNUM et HALF DOLLAR.

### Dollar
Sur l'avers de la pièce de 1 dollar, conçu et gravé par Don Troiani, est représentée une scène d'un soldat d'infanterie offrant une gourde d'eau aux lèvres d'un ennemi blessé. Au-dessus d'eux, l'inscription LIBERTY. Les légendes comprennent également la devise IN GOD WE TRUST, caractéristique des pièces américaines, et la date d'émission de la pièce. Quant au revers, œuvre de John M. Mercanti, il représente la colline de Little Round Top sur le champ de bataille de Gettysburg, avec une citation de Joshua Chamberlain, l'un des héros de la bataille de Gettysburg : « IN GREAT DEED SOMETHING ABIDES / ON GREAT FIELDS SOMETHING STAYS / FORMS CHANGE AND PASS: BODIES DISAPPEAR / BUT SPIRITS LINGER TO CONSECRATE GROUND / FOR THE VISIONPLACE OF SOULS / JOSHUA CHAMBERLAIN » (Dans de grandes actions, quelque chose perdure. Sur de grands champs, quelque chose demeure. Les formes changent et disparaissent ; les corps disparaissent ; mais les esprits persistent pour consacrer le sol à la vision des âmes). Ce motif du revers est entouré des légendes faisant référence au nom du pays et à la valeur faciale de la pièce, ainsi que de la devise E PLURIBUS UNUM.

### Half eagle

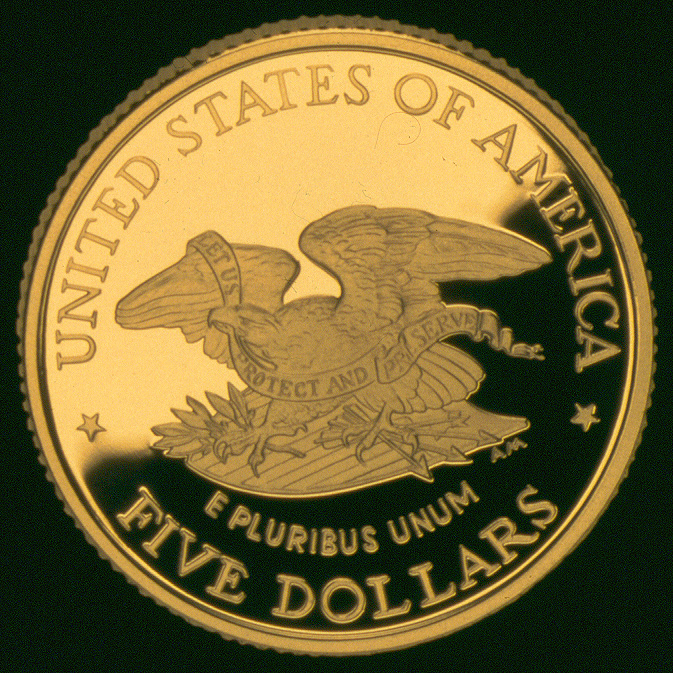
Le revers du half eagle commémoratif des champs de bataille de la guerre civile américaine.

L'avers du half eagle commémoratif, conçu par Don Troiani, représente un clairon de la guerre civile à cheval sonnant l'appel aux troupes. Les inscriptions légales LIBERTY et IN GOD WE TRUST ainsi que la date entourent le dessin. Le revers, conçu par Alfred Maletsky, présente l'image d'un pygargue à tête blanche tenant une banderole portant l'inscription Let Us Protect and Preserve (protégeons et préservons). On retrouve également les inscriptions traditionnelles UNITED STATES OF AMERICA et E PLURIBUS UNUM tout comme la valeur, FIVE DOLLARS.

## Production et vente
La loi qui a autorisé l'émission de la série prévoit une émission maximale de 300 000 pièces de 5 dollars, un million de pièces de 1 dollar et deux millions de demi-dollars. Les pièces sont produites à la Monnaie de West Point (5 dollars, tandis que la Monnaie de San Francisco se charge de la frappe des pièces de 1 dollar et des demi-dollars. L'émission est présentée et mise à la disposition du public le 31 mars 1995.
67 981 pièces de 5 dollars en or sont écoulées, dont 55 246 et finition belle épreuve et 12 735 en brillant universel. 375 868 dollars en argent sont vendus (330 002 belle épreuve et 45 866 brillant universel) tandis que 449 619 pièces d'un demi-dollar en cupronickel (330 099 belle épreuve et 119 520 brillant universel) sont acquises par le public.
Le dollar commémoratif est commercialisé aux prix de 29 dollars en condition brillant universel et de 34 dollars en version belle épreuve. Conformément à la loi autorisant cette émission, les bénéfices tirés de sa commercialisation sont destinés à la Civil War Battlefield Foundation, pour contribuer au financement de la préservation de ces sites d'une grande valeur historique.